# Antalis entalis
Antalis entalis är en blötdjursart som först beskrevs av Carl von Linné 1758.  Antalis entalis ingår i släktet Antalis och familjen Dentaliidae. Arten är reproducerande i Sverige. Inga underarter finns listade i Catalogue of Life.

## Bildgalleri

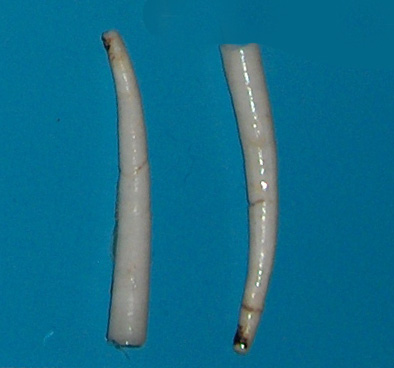
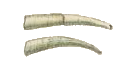